# (1389) Onnie
(1389) Onnie ist ein Asteroid des Hauptgürtels, der am 28. September 1935 vom niederländischen Astronomen Hendrik van Gent in Johannesburg entdeckt wurde.
Benannt ist der Asteroid nach A. Kruyt, einer Schwiegertochter von G. Pels, einem Rechenassistenten an der Leidener Sternwarte.